# Station Savigny-sur-Orge
Savigny-sur-Orge is een station aan lijn C van het RER-netwerk gelegen in de Franse gemeente Savigny-sur-Orge in het departement Essonne.